# Will Koopman
Will Koopman (Amsterdam, 12 oktober 1956) is een Nederlands regisseuse. Koopman is vooral bekend door haar regie van de televisieseries Unit 13 en Gooische Vrouwen, en de bioscoopfilm Terug naar de kust (2009).

## Levensloop
Koopman studeerde aan de Nederlandse Filmacademie, om vervolgens jarenlang achter de schermen te werken bij films als Ik ben Joep Meloen (1981), Moord in extase (1984) en Te gek om los te lopen (1981). In 1992 besloot ze zich op het regiewerk te richten en regisseerde ze voor de VARA de politieserie Bureau Kruislaan, met onder anderen Mary-Lou van Stenis en Lieneke le Roux. Later in de jaren negentig regisseerde ze de televisieserie Vrouwenvleugel, die in 1994 werd bekroond met een Gouden Televizier-Ring.
Will was met enkele anderen verantwoordelijk voor de dramaserie Baantjer, wekelijks goed voor drie miljoen kijkers. In 2005 begon Koopman met de opnames van de successerie Gooische Vrouwen. De serie trok elke week 1,5 miljoen kijkers met uitschieters richting de 2 miljoen kijkers. Op 23 oktober 2009 werd de serie afgesloten omdat het steeds moeilijker werd om de cast bij elkaar te houden. Op diezelfde avond nam Koopman de Gouden Televizier-Ring in ontvangst. Ook regisseerde ze de gelijknamige film Gooische vrouwen.
In 2009 ging haar eerste bioscoopfilm Terug naar de kust in première. Met bekende acteurs als Linda de Mol, Daan Schuurmans en Pierre Bokma werd ook dit project een groot succes.
In 2023 nam Koopman samen met schrijvers Lex Passchier en Roos Ouwehand de Gouden Televizier-Ring in ontvangst voor BNNVARA-dramaserie Oogappels. 
Op 8 mei 2024 won ze voor haar gehele carrière de Media Oeuvre Award 2024. Een prijs van NLZIET en Spreekbuis.

## Filmografie

### Regisseur

#### Televisie
- Bureau Kruislaan (1993, 1995)
- Unit 13 (1996, 1998)
- Vrouwenvleugel (1995)
- Baantjer (1998–2000, 2002, 2004)
- Grijpstra & De Gier (2004–2005)
- Gooische Vrouwen (2005–2009, 2024)
- Hart tegen Hard (2011)
- Iedereen is gek op Jack (2011–2012)
- Wat als? (2012)
- Villa Morero (2012)
- Komt een man bij de dokter (2012–2014)
- Divorce (2012–2015)
- Danni Lowinski (2013–2015)
- Love Hurts (2013)
- Ik ook van jou (2013)
- Doris (2013)
- De man met de hamer (2013)
- Gouden Bergen (2015)
- Familie Kruys (2015–2016)
- De Jacht (2016)
- Centraal Medisch Centrum (2016)
- Oogappels (2019–heden)
- Diepe Gronden (2022)
- Eén grote familie (2023–heden)
- PATTY (2024)[3]

#### Film
- Terug naar de kust (2009)
- Gooische Vrouwen (2011)
- De verbouwing (2012)
- Assepoester: Een Modern Sprookje (2014)
- Gooische Vrouwen 2 (2014)
- Sneeuwwitje en de zeven kleine mensen (2015)
- De Prinses op de Erwt: Een Modern Sprookje (2016)
- Trots en verlangen (2016)
- Roodkapje: Een Modern Sprookje (2017)
- All You Need Is Love (2018)
- April, May en June (2019)
- Alles op tafel (2021)
- Neem me mee (2023)

### Scenarioschrijver
- Hart tegen Hard (2011)

### Actrice
- Grijpstra & De Gier – Mevrouw Blaak (2007)
- Gooische Vrouwen – Regisseur commercial (2009)

- Nederlandse Thesaurus van Auteursnamen: 294250255
- Virtual International Authority File: 286814195
- WorldCat: E39PBJyCJMRr38tQxjP9DmK68C